# Grottes de l'Anguillère
Les grottes de l'Anguillère sont des grottes de la falaise des Confessionnaux situées dans la commune de Lion-sur-Mer, département du Calvados.

## Spéléométrie
La plus longue des deux grottes, la grotte de l'Anguillère no 2, atteint un développement de 14 m.

## Géologie
Les grottes s'ouvrent dans les calcaires de Langrune, calcarénite grossière du Bathonien supérieur.

## Spéléogenèse
Les grottes de la falaise des Confessionnaux sont connues depuis le début du XXe siècle à travers les cartes postales anciennes. Il s'agit de cavités littorales de faible extension et qui se développent à la faveur de fractures qui affectent les calcarénites. Bien que ces cavités s'ouvrent dans des calcaires, leur creusement relève plus de l'érosion marine que de la karstification. 
Les grottes no 1 et 2 de l'Anguillère ont fait l'objet d'un relevé topographique le 4 octobre 1992 par Claude Chabert et Nicole Boullier.